# Zoo Tycoon
Zoo Tycoon – symulacja ekonomiczna ogrodu zoologicznego, stworzona przez Blue Fang Games i wydana przez Microsoft Game Studios 28 października 2001 roku na platformę Mac OS, Nintendo DS i Windows.
Gracz wciela się w rolę właściciela ogrodu zoologicznego. Zatrudnia pracowników, dba o finanse, inwestuje i utrzymuje budynki. Celem gry jest stworzenie najlepszego i najbardziej dochodowego zoo. Projektuje się alejki, punkty widokowe, kupuje zwierzęta, którym zapewnić trzeba odpowiednie warunki życia i opiekę. Do dyspozycji jest ponad 175 różnych rodzajów materiałów budowlanych, legowisk i obiektów, ponad 40 różnego rodzaju gatunków zwierząt. Gra posiada łatwy w użyciu interfejs użytkownika.

## Zoo Tycoon DS
10 października 2005 (w Europie 11 listopada 2005) została wydana wersja kieszkonkowa Zoo Tycoon na platformie Nintendo DS. Korzysta ona z ekranu dotykowego, na którym twórcy umieścili wszystkie elementy menu programu z wersji na PC. Nie posiada ona skomplikowanego interfejsu. Na ekranie konsoli widoczny jest ekran gry: prosta grafika w rzucie izometrycznym.

## Zawartość do pobrania
Zoo Tycoon: Complete Collection – specjalny pakiet zawierający podstawową grę wraz z dwoma dodatkami oraz bonusowe rozszerzenie Endangered Species Theme Pack (premiera 5 sierpnia 2003, w Polsce 20 sierpnia 2003).
Zoo Tycoon: Dinosaur Digs – dodatek do gry wydany 19 maja 2002 roku. Polski dystrybutor, A.P.N. Promise, wydał go pół roku później, tj. 19 listopada 2002. Rozszerzenie to dodaje sześć nowych scenariuszy, 20 gatunków prehistorycznych zwierząt, ponad 100 nowych obiektów oraz dodatkową wykwalifikowaną kadrę pracowniczą.
Zoo Tycoon: Marine Mania – drugi dodatek do gry wydany 22 października 2002 roku. Polski dystrybutor, A.P.N. Promise, wydał ją z 4-miesięcznym opóźnieniem, tj. 22 lutego 2003. Rozszerzenie to dodaje 20 gatunków zwierząt morskich, nowe budynki, baseny, 21 podwodnych organizmów i roślin, 5 rodzajów zabawek, możliwość organizowania pokazów dla odwiedzających oraz dziesięć nowych scenariuszy.